# محمد رشيد (لاعب كرة قدم مالديفي)
محمد رشيد مواليد 15 أبريل 1985 في المالديف، هو لاعب كرة قدم مالديفي يلعب مع نادي نيو راديانت كمدافع.

## المسيرة الاحترافية

### أندية لعب لها
- نادي فيكتوري
- نادي نيو راديانت

## المسيرة الدولية
على المستوى الدولي ظهر محمد لأول مرة في مباراة ودية ضد منتخب تايلاند في 24 فبراير / شباط 2012.

### كأس التحدي الآسيوي
لعب جميع المباريات في كأس التحدي الآسيوي 2012 مع منتخب جزر المالديف. وكان يلعب كظهير أيسر على مستوى النادي، ولكن المدرب دفعه باعتباره مهاجما. ونتيجة لذلك، سجل أول هدف له مع منتخب المالديف في المباراة التي فاز فيها المالديف بنتيجة 1-0 ضد منتخب النيبال يوم 10 مارس / آذار 2012.

## إحصاءات

### الأهداف الدولية
| #  | التاريخ      | المكان                           | الخصم | النتيجة | الأهداف | المنافسة                |
| -- | ------------ | -------------------------------- | ----- | ------- | ------- | ----------------------- |
| 1. | 10 مارس 2012 | ملعب داسارات رانغاسالا، كاتماندو | نيبال | 1-0     | 1-0     | كأس التحدي الآسيوي 2012 |

## الجوائز والأوسمة

### مع نادي النصر
- كأس الرئيس (1): 2011

## وصلات خارجية
- محمد رشيد على Maldivesoccer (رابط 2)